# سن شيلين
سن شيلين (بالصينية: 孙世林) هو لاعب كرة قدم صيني في مركز الوسط، ولد في 24 أكتوبر 1989 في داليان في الصين. لعب مع نادي سانغتشو مايتي ليونز.

## وصلات خارجية
- سن شيلين على موقع قاعدة بيانات كرة القدم.إي يو (الإنجليزية)
- سن شيلين على موقع Soccerway.com (الإنجليزية)
- سن شيلين على موقع عالم كرة القدم.نت (الإنجليزية)